# Хильмир Рабн Микаэльссон
Хильмир Рабн Микаэльссон (исл. Hilmir Rafn Mikaelsson; 2 февраля 2004, Хвамстаунги, Исландия) — исландский футболист, нападающий клуба «Викинг».

## Клубная карьера

### «Фьолнир»
Хильмир Рафн Микаэльссон начал свою игровую карьеру в любительском клубе «Кормакур», а в 14 лет перешёл в «Фьолнир». Зимой 2020 года Микаэльссон был переведён в основную команду «Фьолнира». 6 мая 2021 года в матче Первой лиги против клуба «Троттур» (1:3) он дебютировал за исландскую команду, выйдя на замену на второй тайм. 21 мая в матче Первой лиги против клуба «Гриндавик» (0:2) Микаэльссон забил дебютный гол «Фьолнир».

### «Венеция»
Летом 2021 года на правах арендного соглашения перешёл в итальянскую «Венецию». В сезоне 2021/22 выступал за молодёжную команду «Венеции», но 22 мая 2022 года Микаэльссон дебютировал за основную команду, выйдя на замену на 73-й минуте в матче Серии А против «Кальяри» (0:0).
7 августа 2022 года в матче Кубка Италии против «Асколи» (2:3) он, выйдя на замену на 57 минуте, оформил дубль, который стал первым в его карьере. 6 октября 2022 года «Венеция» выкупила трансфер Хильмира Микаэльссона. Исландец подписал контракт до конца сезона 2026/27.

#### Аренда в «Тромсё»
11 января 2023 года на правах арендного соглашения перешёл в норвежский «Тромсё» до конца 2023 года. 12 марта 2023 года в матче Кубка Норвегии против «Старта» (1:1 в основное время, 4:5 в серии пенальти) исландский нападающий дебютировал за новую команду, выйдя в стартовом составе. 19 марта в матче четвертьфинала Кубка Норвегии против «Лиллестрёма» (2:3) он забил дебютный гол за «Тромсё».
В апреле получил травму, из-за которой пропустил всю оставшуюся часть сезона. В августе по завершении аренды вернулся в расположение «Венеции».

#### Аренда в «Кристиансунн»
12 февраля 2024 года на правах аренды перешёл в норвежский клуб «Кристиансунн» до конца 2024 года. 1 апреля 2024 года в матче Элитсерии против «Лиллестрёма» (2:3) Микаэльссон дебютировал за норвежский клуб, выйдя на замену в конце первого тайма. 5 мая 2024 года в матче Элитсерии против клуба «Хам-Кам» (1:1) он забил дебютный гол за «Кристиансунн». В декабре по завершении арендного соглашения вернулся в «Венецию».

### «Викинг»
10 января 2025 года Микаэльссон перешёл в норвежский клуб «Викинг», подписав четырёхлетний контракт. 30 марта 2025 года Хильмир Микаэльссон дебютировал за новый клуб, выйдя в стартовом составе в матче Элитсерии против клуба «Волеренга» (3:1), а также забил первый гол за «Викинг». 13 апреля 2025 года в матче Кубка Норвегии против клуба «Хана» (0:6) он оформил первый дубль за «Викинг».

## Карьера в сборной
Выступал за юношескую сборную Исландии (до 19), за которую провёл 17 матчей и забил 6 мячей. В июне 2023 года Микаэльссон был включён в состав сборной Исландии, которая приняла участие в чемпионате Европы среди юношей до 19 лет.
27 сентября 2022 года в матче против молодёжной сборной Чехии (0:0) он дебютировал за молодёжную сборную Исландии, выйдя на замену в конце игры. 17 ноября 2024 года в товарищеском матче против молодёжной сборной Польши (1:2) Микаэльссон забил дебютный гол за сборную Исландии (до 21).

## Статистика
| Выступление      | Выступление      | Выступление      | Чемпионат | Чемпионат | Кубки | Кубки | Итого | Итого |
| Клуб             | Лига             | Сезон            | Игры      | Голы      | Игры  | Голы  | Игры  | Голы  |
| ---------------- | ---------------- | ---------------- | --------- | --------- | ----- | ----- | ----- | ----- |
| Фьолнир          | Первая лига      | 2021             | 11        | 2         | 4     | 1     | 15    | 3     |
| Фьолнир          | Итого            | Итого            | 11        | 2         | 4     | 1     | 15    | 3     |
| Венеция          | Серия А          | → 2021/22        | 1         | 0         | —     | —     | 1     | 0     |
| Венеция          | Серия B          | 2022/23          | 0         | 0         | 1     | 2     | 1     | 2     |
| Венеция          | Итого            | Итого            | 1         | 0         | 1     | 2     | 2     | 2     |
| → Тромсё         | Элитсерия        | 2023             | 3         | 0         | 2     | 1     | 5     | 1     |
| → Тромсё         | Итого            | Итого            | 3         | 0         | 2     | 1     | 5     | 1     |
| → Тромсё-2       | Третий дивизион  | 2023             | 3         | 1         | —     | —     | 3     | 1     |
| → Тромсё-2       | Итого            | Итого            | 3         | 1         | —     | —     | 3     | 1     |
| → Кристиансунн   | Элитсерия        | 2024             | 27        | 3         | 3     | 0     | 30    | 3     |
| → Кристиансунн   | Итого            | Итого            | 27        | 3         | 3     | 0     | 30    | 3     |
| Викинг           | Элитсерия        | 2025             | 6         | 2         | 4     | 4     | 10    | 6     |
| Викинг           | Итого            | Итого            | 6         | 2         | 4     | 4     | 10    | 6     |
| → Викинг-2       | Третий дивизион  | 2025             | 3         | 4         | —     | —     | 3     | 4     |
| → Викинг-2       | Итого            | Итого            | 3         | 4         | —     | —     | 3     | 4     |
| Всего за карьеру | Всего за карьеру | Всего за карьеру | 54        | 12        | 14    | 8     | 68    | 20    |

1. ↑  В графу «Кубки» входят игры и голы в национальных кубках, кубках лиги.